# 弘前城
弘前城（日语：／ Hirosaki-jō */?）是位於日本青森縣弘前市的一座城堡，別名鷹岡城、高岡城。弘前城的天守、櫓修建於江戶時代且保存至今，是日本的重要文化財。弘前城全體也是日本國家指定的史跡之一。
在江戶時代，弘前城是弘前藩津輕氏4萬7千石的居城和弘前藩的藩廳，也是津輕地方的政治經濟中心。弘前城位於津輕平原，是一座由本丸、二之丸、三之丸、四之丸、北之郭、西之郭六個部分組成的梯郭式平山城。弘前城興建之初東西寬612米，南北長947米，總面積達385,200平方米。現在弘前城的護城河、石牆、土壘等城郭整體仍保持廢城時的原型，有8棟江戶時代的建築得以現存，其中天守是12座現存天守之一。弘前城的現存建築均是日本的重要文化財。

## 歷史

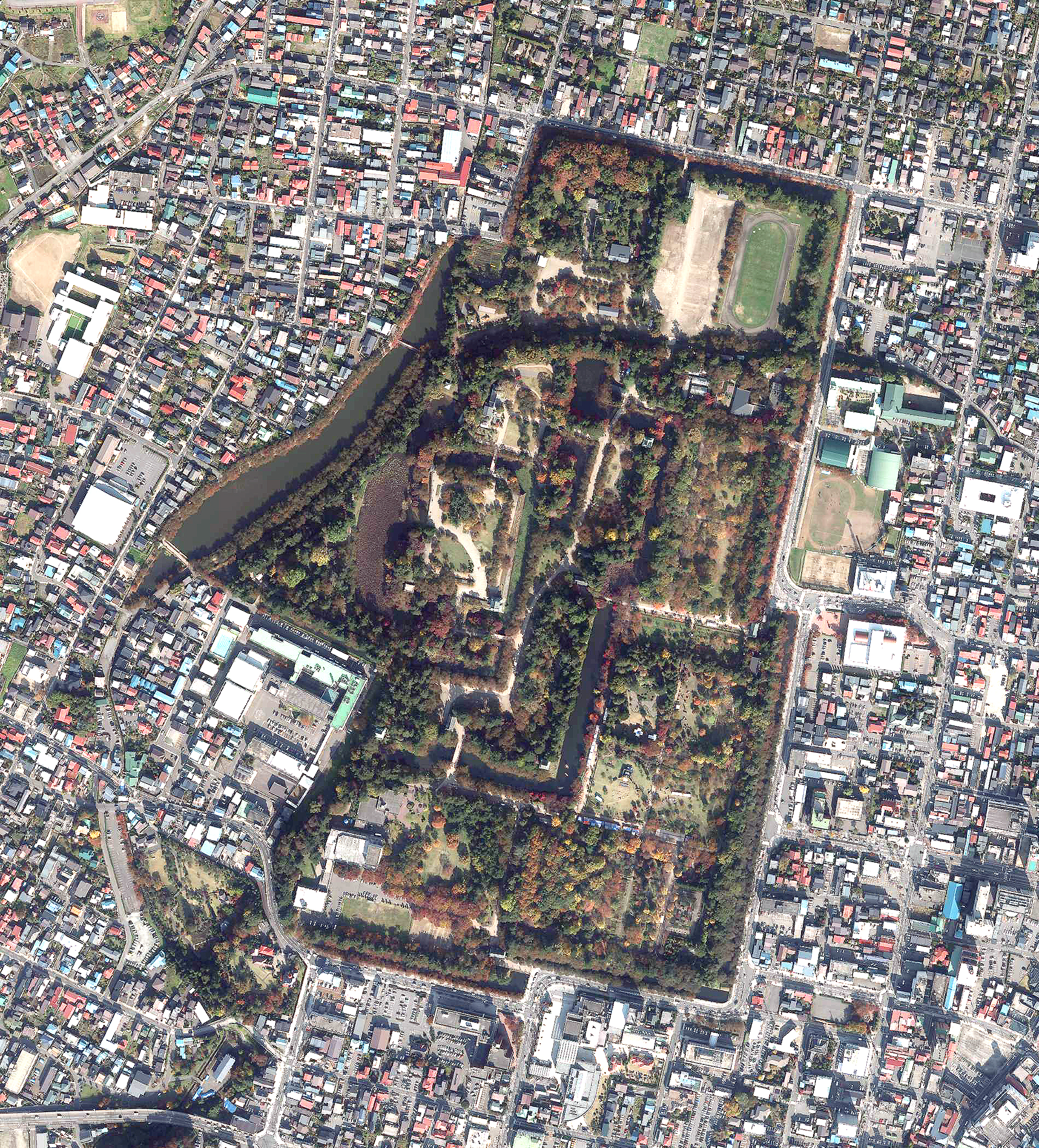
弘前城空拍

1590年（天正18年），曾臣從於南部氏的大浦為信在小田原之戰時比南部氏更先自豐臣秀吉處獲得所領安堵的朱印狀，並改姓津輕。1594年（文禄3年），津輕為信將據點自大浦城搬到新建的堀越城。然而因堀越城不適合用於軍事用途，因此決定在鷹岡（現弘前城地點）修築新城。在關原之戰中，因津輕為信加入東軍，德川家康增加津輕為信的石高至4萬7千石。1603年（慶長8年），津輕為信開始修築鷹岡城。然而次年津輕為信客死京都，築城因此中斷。1609年（慶長14年），第二代藩主津輕信枚恢復築城工程，並在1611年（慶長16年）竣工。
1627年（寬永4年），鷹岡城天守在遭到雷擊後內部的火藥發生爆炸，天守、本丸御殿、諸櫓被燒毀。此後鷹岡城有近200年都沒有天守。1628年（寛永5年），高僧天海將鷹岡改名為弘前，鷹岡城也改名為弘前城。1810年（文化7年）時，第九代藩主津輕寧親懇請江戶幕府允許修建三層櫓，即為現在本丸的御三階櫓（實際上的天守）。

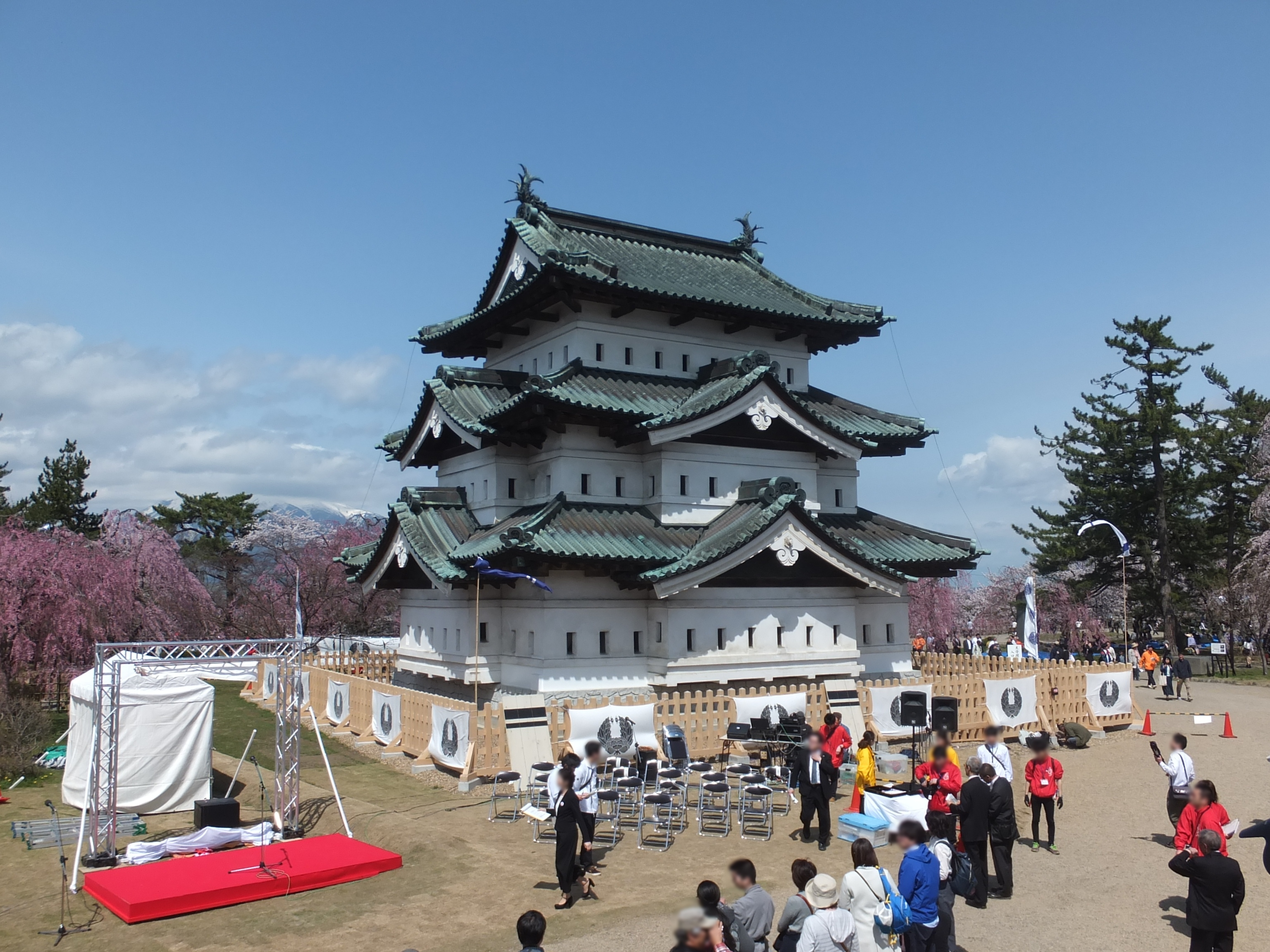
平移後的天守

明治維新後，日本政府在1873年頒布廢城令，弘前城的本丸御殿、武藝所等建築被拆除。1895年開始，弘前城改為弘前公園，對普通市民開放。進入20世紀後，當地政府在弘前公園種植櫻花，此後弘前公園成為著名的賞櫻勝地。1906年時，弘前城北之郭的「子之櫓」和西之郭的「未申櫓」燒毀。1950年，弘前城的江戶時代建築群被認定為重要文化財，城郭全體也在1952年被認定為史跡。
在1999年至2000年的發掘調查時，考古部門在北之郭發現了本殿及鳥居基石遺跡。2005年，西堀的春陽橋時隔73年進行全面重建。2011年，弘前城舉辦了弘前城築城400年祭。
2012年，由於天守附近的本丸石垣發生膨脹和天守本身有傾斜，當地政府決定修理弘前城，於2015年夏季平移天守之後在2016年開始修理。平移工程由西村組（弘前市）和我妻組（山形縣米沢市）擔當。弘前城的平移工程於2015年8月16日開始，並在10月24日竣工。
2024年1月4日上午，弘前城周圍一棵高約20公尺，樹齡約200年的松樹因大雪而傾倒在二之丸的未申櫓外壁上，造成2樓的部分屋簷與外壁受損，而東內門屋頂的的鯱之尾也確認出現受損的狀況。

## 建築

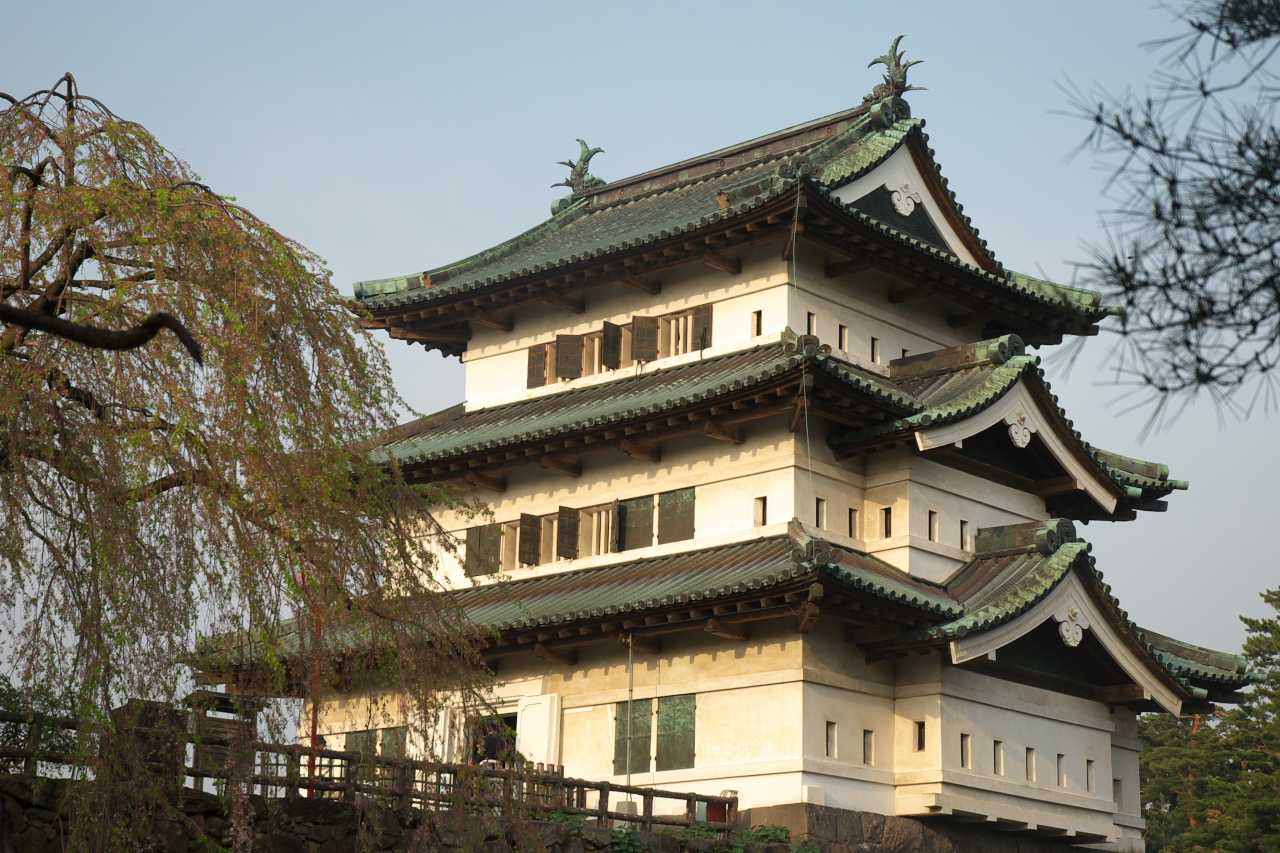
弘前城天守兩側的對比

### 天守
弘前城最初的天守是鷹岡藩第二代藩主津輕信枚在1609年（慶長14年）時於本丸西南角修建的五重建築，是東北地方僅次於若松城的規模第二大天守。然而1627年，弘前城天守因大火而被燒毀。此後弘前城天守未在原地重建，但本丸西南角支撐天守台的石垣現仍存在。
弘前城本丸唯一的現存建築是層塔型3重3層的天守。弘前城天守現在是獨立式天守，但在過去曾是在北側附有多聞櫓的複合式天守。多聞櫓在1896年時被拆除。弘前城天守高約14.4米，是現存的三重天守中高度最低的天守。在江戶時代，幕府頒布武家諸法度，對各藩修築城郭嚴加限制。但弘前藩因舊天守在1627年被燒毀，加上為防範俄羅斯船舶往來津輕海峽，因此獲得許可以修理本丸南東角辰巳櫓的名義興建現在的天守。弘前城天守在修建時以櫓（御三階櫓）的名義興建，但因實際上是天守而被眾多書籍視為天守。1949年松前城天守燒毀之後，弘前城天守成為日本最北端的現存天守。

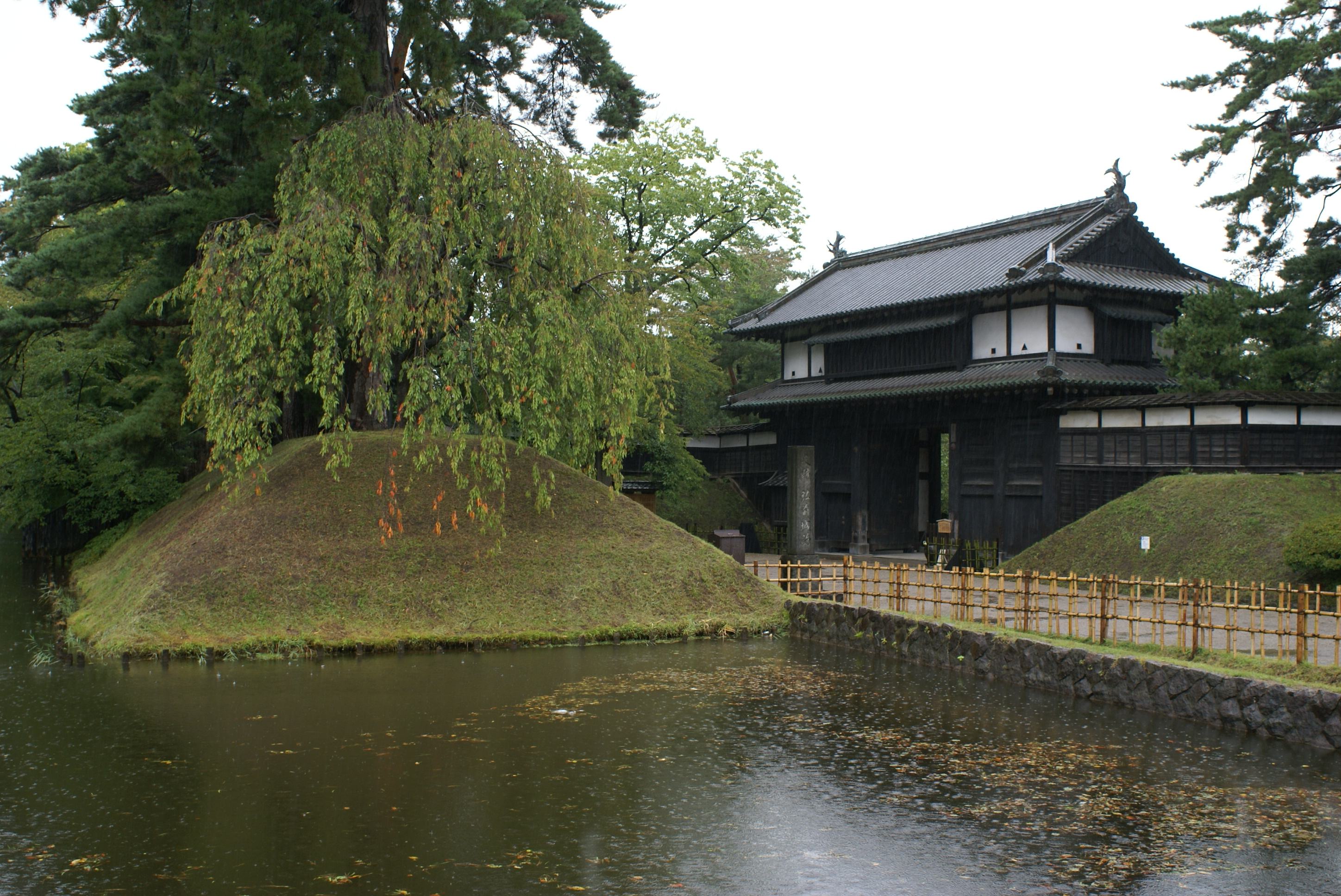
三之丸追手門

弘前城外牆塗有白色灰泥。由於弘前氣候寒冷，因此弘前城屋頂使用銅瓦。弘前城面向外側的東面和南面在一層和二層設有附有大懸山頂的隆起部分，在隆起部分則裝有細長的窗戶，使得天守規模雖小卻呈現華美且目視規模較大的視覺效果。另一方面，內側的西面和北面則完全不帶有博風板，只設有單純的窗戶。通常的天守在修建時使用最高級的木材和技術。而弘前城在修建之初以倉庫作為使用目的，只使用了普通的櫓同等的木材，構造也較為簡單，地板也完全沒有鋪設疊蓆。

### 櫓、門等建築
弘前城二之丸現在保留有辰巳櫓、丑寅櫓、未申櫓3棟櫓。城門中的三之丸追手門、三之丸東門、二之丸南門、二之丸東門、北之郭北門（龜甲門）5座城門是築城當時的建築。這些建築都是日本的重要文化財。此外二之丸東門與力番所也得到搬遷復原。弘前城在築城時有10座城門，其中數個城門是為了縮短工期而自附近城郭搬遷的城門。如北之郭北門（通称龜甲門）和三之丸北內門（通称賀田門）就是自大光寺城和大浦城移築的城門。

## 弘前公園
弘前城在廢城之後成為對普通市民開放的公園，現在由弘前市所有管理。弘前城在1715年就有種植櫻花的記錄。自1901年開始至1903年，弘前市亦在弘前公園開始在園內種植千株櫻花。現在園內櫻花樹達約2,600株。由於弘前市位於北東北，櫻花開花日期較晚，賞花時期和日本黃金週（4月底至5月初）重合，得以吸引眾多觀光客。弘前市也在弘前公園舉辦弘前櫻花祭。弘前公園內還有弘前城植物園、弘前市立博物館、弘前市民會館等設施。

## 外部連結
- 弘前觀光協會
- 弘前公園 （页面存档备份，存于）
- Repair Castle stone special website （页面存档备份，存于）(Japanese)]